# Вертодром
Вертодро́м, вертолётная станция, гелидро́м, гелипо́рт, хелипо́рт (англ. heliport) — участок земли или часть поверхности сооружения, предназначенный полностью или частично для взлёта, посадки, руления, стоянки вертолётов. 
Термин вертодром также применяется в отношении аэродрома или посадочной площадки, подходящих для безопасной посадки вертолётов .
На вертодромах обычно есть одна или несколько вертолётных площадок, а также необходимая инфраструктура — заправка, освещение, ветроуказатель, а также ангары. В крупных городах на вертодромах может находиться также таможня. Обычно вертодромы находятся ближе к центру города, чем аэропорт, что даёт преимущество в скорости перемещения пассажиров к месту назначения.
Вертолётные площадки часто устраиваются возле крупных больниц, где они нужны для ускорения срочной доставки пациентов с серьёзными травмами и для приёма пациентов из отдалённых регионов, где нет местных больниц требуемого уровня. В городской черте вертолётные площадки нередко расположены на крыше зданий. 
На территории бывшего Союза ССР вертолётные площадки массово устраивались вдоль государственной границы, поскольку для огромного количества пограничных застав просто нет иного транспорта, кроме вертолётов.

## Маркировка
Вертодромы не имеют никакой ориентации и не имеют стандартной маркировки как взлётно-посадочные полосы. Часто обозначаются буквой «H» (от Heliport). В некоторых североамериканских городах указывают предельно допустимый вес вертолёта в тысячах фунтов. Таким образом, «12» в круге означает, что вес приземляющегося вертолёта не должен превышать 12 000 фунтов.

## Освещение
Вертодром обычно обозначен одним светящимся кругом или квадратом вокруг площадки TLOF (англ. touchdown & lift-off area) для приземления и взлёта и другим — вокруг полной области приземления FATO (англ. final approach & takeoff area). ICAO и FAA рекомендуют зелёный цвет для подсветки обеих площадок. Прежним стандартным цветом был жёлтый, и он всё ещё используется. В зависимости от владельца и юрисдикции цвет может различаться. Огни TLOF и FATO могут быть дополнены поверхностными широкими полосами света. Ветроуказатель всегда должен быть подсвечен. Визуальные системы курса (типа HAPI, PAPI, и так далее) рекомендуются ICAO и FAA, но редко устанавливаются из-за высокой стоимости относительно остальной части системы освещения. В то время как аэропорты обычно используют постоянный ток 6,6 ампер , освещение вертолётной станции обычно использует переменный ток. Обычно применяется радиоконтроль лётчиком через наземный контроллер.